# Medaliści igrzysk olimpijskich w zapasach w stylu klasycznym
Lista medalistów letnich igrzysk olimpijskich w zapasach w stylu klasycznym.

## Konkurencje obecnie rozgrywane

### Waga kogucia
Do 58 kg (1924–1928), 56 kg (1932–1936), 57 kg (1948–1996), 58 kg (2000), 55 kg (2004–2012), 59 kg (2016–)
| Rok i miejsce    | Złoto                | Srebro               | Brąz                                 |
| ---------------- | -------------------- | -------------------- | ------------------------------------ |
| Paryż 1924       | Eduard Pütsep        | Anselm Ahlfors       | Väinö Ikonen                         |
| Amsterdam 1928   | Kurt Leucht          | Jindřich Maudr       | Giovanni Gozzi                       |
| Los Angeles 1932 | Jakob Brendel        | Marcello Nizzola     | Louis François                       |
| Berlin 1936      | Márton Lőrincz       | Egon Svensson        | Jakob Brendel                        |
| Londyn 1948      | Kurt Pettersen       | Mahmud Hasan         | Halil Kaya                           |
| Helsinki 1952    | Imre Hódos           | Zakaria Chihab       | Artiom Terian                        |
| Melbourne 1956   | Konstantin Wyrupajew | Edvin Vesterby       | Francisc Horvath                     |
| Rzym 1960        | Oleg Karawajew       | Ion Cernea           | Dinko Petrow                         |
| Tokio 1964       | Masamitsu Ichiguchi  | Władłen Trostianski  | Ion Cernea                           |
| Meksyk 1968      | János Varga          | Ion Baciu            | Iwan Koczergin                       |
| Monachium 1972   | Rustem Kazakow       | Hans-Jürgen Veil     | Risto Björlin                        |
| Montreal 1976    | Pertti Ukkola        | Ivan Frgić           | Fargat Mustafin                      |
| Moskwa 1980      | Szamil Serikow       | Józef Lipień         | Benni Ljungbeck                      |
| Los Angeles 1984 | Pasquale Passarelli  | Masaki Etō           | Bambis Cholidis                      |
| Seul 1988        | András Sike          | Stojan Bałow         | Bambis Cholidis                      |
| Barcelona 1992   | An Han-bong          | Rıfat Yıldız         | Sheng Zetian                         |
| Atlanta 1996     | Jurij Mielniczenko   | Dennis Hall          | Sheng Zetian                         |
| Sydney 2000      | Armen Nazarian       | Kim In-seop          | Sheng Zetian                         |
| Ateny 2004       | István Majoros       | Giejdar Mamiedalijew | Artiom Kiurengian                    |
| Pekin 2008       | Nazir Mankijew       | Rövşən Bayramov      | Roman Amojan Park Eun-chul           |
| Londyn 2012      | Hamid Surijan        | Rövşən Bayramov      | Mingijan Siemionow Péter Módos       |
| Rio 2016         | Ismael Borrero       | Shinobu Ōta          | Stig André Berge Yelmurat Tasmuradov |

### Waga lekka
Do 66,6 kg (1908), 67,5 kg (1912–1928), 66 kg (1932–1936), 67 kg (1948–1960), 70 kg (1964–1968), 68 kg (1972–1996), 69 kg (2000), 66 kg (2004–)
| Rok i miejsce    | Złoto                | Srebro               | Brąz                              |
| ---------------- | -------------------- | -------------------- | --------------------------------- |
| Londyn 1908      | Enrico Porro         | Nikołaj Orłow        | Arvo Lindén                       |
| Sztokholm 1912   | Emil Väre            | Gustaf Malmström     | Edvin Mathiasson                  |
| Antwerpia 1920   | Emil Väre            | Taavi Tamminen       | Frithjof Andersen                 |
| Paryż 1924       | Oskari Friman        | Lajos Keresztes      | Kalle Westerlund                  |
| Amsterdam 1928   | Lajos Keresztes      | Eduard Sperling      | Edvard Westerlund                 |
| Los Angeles 1932 | Erik Malmberg        | Abraham Kurland      | Eduard Sperling                   |
| Berlin 1936      | Lauri Koskela        | Jozef Herda          | Voldemar Väli                     |
| Londyn 1948      | Gustav Freij         | Aage Eriksen         | Károly Ferencz                    |
| Helsinki 1952    | Szazam Safin         | Gustav Freij         | Mikuláš Athanasov                 |
| Melbourne 1956   | Kyösti Lehtonen      | Rıza Doğan           | Gyula Tóth                        |
| Rzym 1960        | Awtandił Koridze     | Branislav Martinović | Gustav Freij                      |
| Tokio 1964       | Kazım Ayvaz          | Valeriu Bularca      | Dawit Gwanceladze                 |
| Meksyk 1968      | Muneji Munemura      | Stevan Horvat        | Petros Galaktopulos               |
| Monachium 1972   | Szamil Chisamutdinow | Stojan Apostołow     | Gian-Matteo Ranzi                 |
| Montreal 1976    | Suren Nałbandian     | Ștefan Rusu          | Heinz-Helmut Wehling              |
| Moskwa 1980      | Ștefan Rusu          | Andrzej Supron       | Lars-Erik Skiöld                  |
| Los Angeles 1984 | Vlado Lisjak         | Tapio Sipilä         | James Martinez                    |
| Seul 1988        | Lewon Dżulfalakian   | Kim Seong-mun        | Tapio Sipilä                      |
| Barcelona 1992   | Attila Repka         | Isłam Duguczijew     | Rodney Smith                      |
| Atlanta 1996     | Ryszard Wolny        | Ghani Yalouz         | Aleksandr Trietjakow              |
| Sydney 2000      | Filiberto Ascuy      | Katsuhiko Nagata     | Aleksiej Głuszkow                 |
| Ateny 2004       | Fərid Mansurov       | Şeref Eroğlu         | Mychitar Manukian                 |
| Pekin 2008       | Steeve Guénot        | Kanatbek Begalijew   | Armen Wardanian Michaił Siamionau |
| Londyn 2012      | Kim Hyeon-woo        | Tamás Lőrincz        | Manuczar Cchadaia Steeve Guénot   |
| Londyn 2016      | Davor Štefanek       | Mihran Harutiunian   | Szmagi Bolkwadze Rəsul Çunayev    |

### Waga półśrednia
Do 72 kg (1932–1936), 73 kg (1948–1960), 78 kg (1964–1968), 74 kg (1972–1996), 76 kg (2000), 74 kg (2004–2012), 75 kg (2016–)
| Rok i miejsce       | Złoto                     | Srebro               | Brąz                             |
| ------------------- | ------------------------- | -------------------- | -------------------------------- |
| Los Angeles 1932    | Ivar Johansson            | Väinö Kajander       | Ercole Gallegati                 |
| Berlin 1936         | Rudolf Svedberg           | Fritz Schäfer        | Eino Virtanen                    |
| Londyn 1948         | Gösta Andersson           | Miklós Szilvásy      | Henrik Hansen                    |
| Helsinki 1952       | Miklós Szilvásy           | Gösta Andersson      | Khalil Taha                      |
| Melbourne 1956      | Mithat Bayrak             | Władimir Maniejew    | Per Berlin                       |
| Rzym 1960           | Mithat Bayrak             | Günther Maritschnigg | René Schiermeyer                 |
| Tokio 1964          | Anatolij Kolesow          | Kirił Petkow         | Bertil Nyström                   |
| Meksyk 1968         | Rudolf Vesper             | Daniel Robin         | Károly Bajkó                     |
| Monachium 1972      | Vítězslav Mácha           | Petros Galaktopulos  | Jan Karlsson                     |
| Montreal 1976       | Anatolij Bykow            | Vítězslav Mácha      | Karl-Heinz Helbing               |
| Moskwa 1980         | Ferenc Kocsis             | Anatolij Bykow       | Mikko Huhtala                    |
| Los Angeles 1984    | Jouko Salomäki            | Roger Tallroth       | Ștefan Rusu                      |
| Seul 1988           | Kim Yeong-nam             | Däulet Turłychanow   | Józef Tracz                      |
| Barcelona 1992      | Mynacakan Iskandarian     | Józef Tracz          | Torbjörn Kornbakk                |
| Atlanta 1996        | Filiberto Ascuy           | Marko Asell          | Józef Tracz                      |
| Sydney 2000         | Murat Kardanow            | Matt Lindland        | Marko Yli-Hannuksela             |
| Ateny 2004          | Aleksandre Dochturiszwili | Marko Yli-Hannuksela | Warteres Samurgaszew             |
| Pekin 2008          | Manuczar Kwirkelia        | Chang Yongxiang      | Christophe Guénot Jawor Janakiew |
| Londyn 2012         | Roman Własow              | Arsen Dżulfalakian   | Emin Əhmədov Aleksandr Kazakevič |
| Rio de Janeiro 2016 | Roman Własow              | Mark Madsen          | Sa’id Abdewali Kim Hyeon-woo     |

### Waga średnia
Do 73 kg (1908), 75 kg (1912–1928), 79 kg (1932–1960), 87 kg (1964–1968), 82 kg (1972–1996), 85 kg (2000), 84 kg (2004–2012), 85 kg (2016–)
| Rok i miejsce    | Złoto               | Srebro               | Brąz                               |
| ---------------- | ------------------- | -------------------- | ---------------------------------- |
| Londyn 1908      | Frithiof Mårtensson | Mauritz Andersson    | Anders Andersen                    |
| Sztokholm 1912   | Claes Johansson     | Martin Klein         | Alfred Asikainen                   |
| Antwerpia 1920   | Calle Westergren    | Arthur Lindfors      | Matti Perttilä                     |
| Paryż 1924       | Edvard Westerlund   | Arthur Lindfors      | Roman Steinberg                    |
| Amsterdam 1928   | Väinö Kokkinen      | László Papp          | Albert Kusnets                     |
| Los Angeles 1932 | Väinö Kokkinen      | Jean Földeák         | Axel Cadier                        |
| Berlin 1936      | Ivar Johansson      | Ludwig Schweickert   | József Palotás                     |
| Londyn 1948      | Axel Grönberg       | Muhlis Tayfur        | Ercole Gallegati                   |
| Helsinki 1952    | Axel Grönberg       | Kalervo Rauhala      | Nikołaj Biełow                     |
| Melbourne 1956   | Giwi Kartozia       | Dimityr Dobrew       | Rune Jansson                       |
| Rzym 1960        | Dimityr Dobrew      | Lothar Metz          | Ion Țăranu                         |
| Tokio 1964       | Branislav Simić     | Jiří Kormaník        | Lothar Metz                        |
| Meksyk 1968      | Lothar Metz         | Walentin Olenik      | Branislav Simić                    |
| Monachium 1972   | Csaba Hegedűs       | Anatolij Nazarenko   | Milan Nenadić                      |
| Montreal 1976    | Momir Petković      | Władimir Czeboksarow | Iwan Kolew                         |
| Moskwa 1980      | Giennadij Korban    | Jan Dołgowicz        | Paweł Pawłow                       |
| Los Angeles 1984 | Ion Draica          | Dimitrios Tanopulos  | Sören Claeson                      |
| Seul 1988        | Michaił Mamiaszwili | Tibor Komáromi       | Kim Sang-gyu                       |
| Barcelona 1992   | Péter Farkas        | Piotr Stępień        | Däulet Turłychanow                 |
| Atlanta 1996     | Hamza Yerlikaya     | Thomas Zander        | Waleryj Cyleńć                     |
| Sydney 2000      | Hamza Yerlikaya     | Sándor Bárdosi       | Muchran Wachtangadze               |
| Ateny 2004       | Aleksiej Miszyn     | Ara Abrahamian       | Wiaczasłau Makaranka               |
| Pekin 2008       | Andrea Minguzzi     | Zoltán Fodor         | Nazmi Avluca                       |
| Londyn 2012      | Ałan Chugajew       | Karam Dżabir         | Danijał Gadżijew Damian Janikowski |

### Waga ciężka
Ponad 93 kg (1908), ponad 82,5 kg (1912–1928), ponad 87 kg (1932–1960), ponad 97 kg (1964–1968), do 100 kg (1972–1996), do 97 kg (2000), do 96 kg (2004–2012), do 98 kg (2016–)
| Rok i miejsce    | Złoto              | Srebro             | Brąz                           |
| ---------------- | ------------------ | ------------------ | ------------------------------ |
| Londyn 1908      | Richárd Weisz      | Aleksandr Pietrow  | Søren Jensen                   |
| Sztokholm 1912   | Yrjö Saarela       | Johan Olin         | Søren Jensen                   |
| Antwerpia 1920   | Adolf Lindfors     | Poul Hansen        | Martti Nieminen                |
| Paryż 1924       | Henri Deglane      | Edil Rosenqvist    | Rajmund Badó                   |
| Amsterdam 1928   | Rudolf Svensson    | Hjalmar Nyström    | Georg Gehring                  |
| Los Angeles 1932 | Calle Westergren   | Josef Urban        | Nikolaus Hirschl               |
| Berlin 1936      | Kristjan Palusalu  | John Nyman         | Kurt Hornfischer               |
| Londyn 1948      | Ahmet Kireççi      | Tor Nilsson        | Guido Fantoni                  |
| Helsinki 1952    | Johannes Kotkas    | Josef Růžička      | Tauno Kovanen                  |
| Melbourne 1956   | Anatolij Parfionow | Wilfried Dietrich  | Adelmo Bulgarelli              |
| Rzym 1960        | Iwan Bohdan        | Wilfried Dietrich  | Bohumil Kubát                  |
| Tokio 1964       | István Kozma       | Anatolij Roszczin  | Wilfried Dietrich              |
| Meksyk 1968      | István Kozma       | Anatolij Roszczin  | Petr Kment                     |
| Monachium 1972   | Nicolae Martinescu | Nikołaj Jakowienko | Ferenc Kiss                    |
| Montreal 1976    | Nikołaj Bałboszyn  | Kamen Goranow      | Andrzej Skrzydlewski           |
| Moskwa 1980      | Georgi Rajkow      | Roman Bierła       | Vasile Andrei                  |
| Los Angeles 1984 | Vasile Andrei      | Greg Gibson        | Jožef Tertei                   |
| Seul 1988        | Andrzej Wroński    | Gerhard Himmel     | Dennis Koslowski               |
| Barcelona 1992   | Héctor Milián      | Dennis Koslowski   | Siarhiej Dziemiaszkiewicz      |
| Atlanta 1996     | Andrzej Wroński    | Siarhiej Lisztwan  | Mikael Ljungberg               |
| Sydney 2000      | Mikael Ljungberg   | Dawyd Sałdadze     | Garrett Lowney                 |
| Ateny 2004       | Karam Dżabir       | Ramaz Nozadze      | Mehmet Özal                    |
| Pekin 2008       | Asłanbiek Chusztow | Mirko Englich      | Äset Mämbetow Adam Wheeler     |
| Londyn 2012      | Ghasem Rezaji      | Rustam Totrow      | Artur Aleksanian Jimmy Lidberg |

### Waga superciężka
Ponad 100 kg (1972–1984), do 130 kg (1988–2000), 120 kg (2004–2012), do 130 kg (2016–)
| Rok i miejsce    | Złoto                | Srebro             | Brąz                                  |
| ---------------- | -------------------- | ------------------ | ------------------------------------- |
| Monachium 1972   | Anatolij Roszczin    | Aleksandyr Tomow   | Victor Dolipschi                      |
| Montreal 1976    | Aleksandr Kołczinski | Aleksandyr Tomow   | Roman Codreanu                        |
| Moskwa 1980      | Aleksandr Kołczinski | Aleksandyr Tomow   | Hasan Biszara                         |
| Los Angeles 1984 | Jeff Blatnick        | Refik Memišević    | Victor Dolipschi                      |
| Seul 1988        | Aleksandr Karielin   | Rangeł Gerowski    | Tomas Johansson                       |
| Barcelona 1992   | Aleksandr Karielin   | Tomas Johansson    | Ioan Grigoraș                         |
| Atlanta 1996     | Aleksandr Karielin   | Matt Ghaffari      | Serghei Mureico                       |
| Sydney 2000      | Rulon Gardner        | Aleksandr Karielin | Dzmitryj Dziabiełka                   |
| Ateny 2004       | Chasan Barojew       | Gieorgij Curcumia  | Rulon Gardner                         |
| Pekin 2008       | Mijaín López         | Chasan Barojew     | Mindaugas Mizgaitis Jurij Patrikiejew |
| Londyn 2012      | Mijaín López         | Heiki Nabi         | Rıza Kayaalp Johan Eurén              |

## Konkurencje nierozgrywane

### Waga papierowa
Do 48 kg.
| Rok i miejsce    | Złoto                | Srebro               | Brąz           |
| ---------------- | -------------------- | -------------------- | -------------- |
| Monachium 1972   | Gheorghe Berceanu    | Rahim Aliabadi       | Stefan Angełow |
| Montreal 1976    | Aleksiej Szumakow    | Gheorghe Berceanu    | Stefan Angełow |
| Moskwa 1980      | Żaksyłyk Üszkempyrow | Constantin Alexandru | Ferenc Seres   |
| Los Angeles 1984 | Vincenzo Maenza      | Markus Scherer       | Ikuzō Saitō    |
| Seul 1988        | Vincenzo Maenza      | Andrzej Głąb         | Bratan Cenow   |
| Barcelona 1992   | Oleg Kuczerenko      | Vincenzo Maenza      | Wilber Sánchez |
| Atlanta 1996     | Sim Gwon-ho          | Aleksandr Pawłow     | Zafar Gulijew  |

### Waga musza
Do 52 kg (1948–1996), 54 kg (2000).
| Rok i miejsce    | Złoto                | Srebro                 | Brąz               |
| ---------------- | -------------------- | ---------------------- | ------------------ |
| Londyn 1948      | Pietro Lombardi      | Kenan Olcay            | Reino Kangasmäki   |
| Helsinki 1952    | Boris Guriewicz      | Ignazio Fabra          | Leo Honkala        |
| Melbourne 1956   | Nikołaj Sołowjow     | Ignazio Fabra          | Dursan Ali Eğribaş |
| Rzym 1960        | Dumitru Pârvulescu   | Osman El-Sayed         | Mohammad Paziraji  |
| Tokio 1964       | Tsutomu Hanahara     | Angeł Kerezow          | Dumitru Pârvulescu |
| Meksyk 1968      | Petyr Kirow          | Władimir Bakulin       | Miroslav Zeman     |
| Monachium 1972   | Petyr Kirow          | Kōichirō Hirayama      | Giuseppe Bognanni  |
| Montreal 1976    | Witalij Konstantinow | Nicu Gângă             | Kōichirō Hirayama  |
| Moskwa 1980      | Wachtang Blagidze    | Lajos Rácz             | Mładen Mładenow    |
| Los Angeles 1984 | Atsuji Miyahara      | Daniel Aceves          | Bang Dae-du        |
| Seul 1988        | Jon Rønningen        | Atsuji Miyahara        | Lee Jae-seok       |
| Barcelona 1992   | Jon Rønningen        | Alfred Ter-Mykyrtczian | Min Gyeong-gap     |
| Atlanta 1996     | Armen Nazarian       | Brandon Paulson        | Andrij Kałasznikow |
| Sydney 2000      | Sim Gwon-ho          | Lázaro Rivas           | Kang Yong-gyun     |

### Waga piórkowa
Do 60 kg (1912–1920), 62 kg (1924–1928), 61 kg (1932–1960), 63 kg (1964–1968), 62 kg (1972–1996), 63 kg (2000), 60 kg (2004–2012)
| Rok i miejsce    | Złoto                | Srebro               | Brąz                                     |
| ---------------- | -------------------- | -------------------- | ---------------------------------------- |
| Sztokholm 1912   | Kaarlo Koskelo       | Georg Gerstäcker     | Otto Lasanen                             |
| Antwerpia 1920   | Oskari Friman        | Heikki Kähkönen      | Fritiof Svensson                         |
| Paryż 1924       | Kalle Anttila        | Aleksanteri Toivola  | Erik Malmberg                            |
| Amsterdam 1928   | Voldemar Väli        | Erik Malmberg        | Gerolamo Quaglia                         |
| Los Angeles 1932 | Giovanni Gozzi       | Wolfgang Ehrl        | Lauri Koskela                            |
| Berlin 1936      | Yaşar Erkan          | Aarne Reini          | Einar Karlsson                           |
| Londyn 1948      | Mehmet Oktav         | Olle Anderberg       | Ferenc Tóth                              |
| Helsinki 1952    | Jakow Punkin         | Imre Polyák          | Abd al-Al Raszid                         |
| Melbourne 1956   | Rauno Mäkinen        | Imre Polyák          | Roman Dżeneladze                         |
| Rzym 1960        | Müzahir Sille        | Imre Polyák          | Konstantin Wyrupajew                     |
| Tokio 1964       | Imre Polyák          | Roman Rurua          | Branislav Martinović                     |
| Meksyk 1968      | Roman Rurua          | Hideo Fujimoto       | Simion Popescu                           |
| Monachium 1972   | Georgi Myrkow        | Heinz-Helmut Wehling | Kazimierz Lipień                         |
| Montreal 1976    | Kazimierz Lipień     | Nelson Dawidian      | László Réczi                             |
| Moskwa 1980      | Stelios Mijakis      | István Tóth          | Boris Kramarienko                        |
| Los Angeles 1984 | Kim Won-gi           | Kent-Olle Johansson  | Hugo Dietsche                            |
| Seul 1988        | Kamandar Madżydow    | Żiwko Wangełow       | An Dae-hyeon                             |
| Barcelona 1992   | Mehmet Akif Pirim    | Siergiej Martynow    | Juan Luis Marén                          |
| Atlanta 1996     | Włodzimierz Zawadzki | Juan Luis Marén      | Mehmet Akif Pirim                        |
| Sydney 2000      | Warteres Samurgaszew | Juan Luis Marén      | Akaki Czaczua                            |
| Ateny 2004       | Jeong Ji-hyeon       | Roberto Monzón       | Armen Nazarian                           |
| Pekin 2008       | Isłambiek Albijew    | Vitali Rəhimov       | Nurbakyt Tengyzbajew Rusłan Tiumienbajew |
| Londyn 2012      | Omid Nouruzi         | Rewaz Laszchi        | Zaur Kuramagomiedow Ryūtarō Matsumoto    |

### Waga półciężka
Do 93 kg (1908), 82,5 kg (1912–1928), 87 kg (1932–1960), 97 kg (1964–1968), 90 kg (1972–1996)
| Rok i miejsce    | Złoto              | Srebro                      | Brąz               |
| ---------------- | ------------------ | --------------------------- | ------------------ |
| Londyn 1908      | Verner Weckman     | Yrjö Saarela                | Carl Jensen        |
| Sztokholm 1912   | -                  | Anders Ahlgren Ivar Böhling | Béla Varga         |
| Antwerpia 1920   | Claes Johansson    | Edil Rosenqvist             | Johannes Eriksen   |
| Paryż 1924       | Calle Westergren   | Rudolf Svensson             | Onni Pellinen      |
| Amsterdam 1928   | Ibrahim Mustafa    | Adolf Rieger                | Onni Pellinen      |
| Los Angeles 1932 | Rudolf Svensson    | Onni Pellinen               | Mario Gruppioni    |
| Berlin 1936      | Axel Cadier        | Edvīns Bietags              | August Neo         |
| Londyn 1948      | Karl-Erik Nilsson  | Kelpo Gröndahl              | Ibrahim Urabi      |
| Helsinki 1952    | Kelpo Gröndahl     | Szalwa Czichladze           | Karl-Erik Nilsson  |
| Melbourne 1956   | Walentin Nikołajew | Petko Sirakow               | Karl-Erik Nilsson  |
| Rzym 1960        | Tevfik Kış         | Krali Bimbałow              | Giwi Kartozia      |
| Tokio 1964       | Bojan Radew        | Per Svensson                | Heinz Kiehl        |
| Meksyk 1968      | Bojan Radew        | Nikołaj Jakowienko          | Nicolae Martinescu |
| Monachium 1972   | Walerij Riezancew  | Josip Čorak                 | Czesław Kwieciński |
| Montreal 1976    | Walerij Riezancew  | Stojan Nikołow              | Czesław Kwieciński |
| Moskwa 1980      | Norbert Növényi    | Igor Kanygin                | Petre Dicu         |
| Los Angeles 1984 | Steve Fraser       | Ilie Matei                  | Frank Andersson    |
| Seul 1988        | Atanas Komszew     | Harri Koskela               | Władimir Popow     |
| Barcelona 1992   | Maik Bullmann      | Hakkı Başar                 | Gogi Koguaszwili   |
| Atlanta 1996     | Wjaczesław Ołejnyk | Jacek Fafiński              | Maik Bullmann      |

### Open
| Rok i miejsce | Złoto          | Srebro         | Brąz                  |
| ------------- | -------------- | -------------- | --------------------- |
| Ateny 1896    | Carl Schuhmann | Jeorjos Tsitas | Stefanos Christopulos |